# Beclean (gmina)
Beclean – gmina w Rumunii, w okręgu Braszów. Obejmuje miejscowości Beclean, Boholț, Calbor, Hurez i Luța. W 2011 roku liczyła 1826 mieszkańców. 